# アレン記念教会
アレン記念教会（アレンきねんきょうかい）は、岩手県久慈市に所在するキリスト教の教会。教派はバプテスト教会 (日本バプテスト同盟)。宣教師であるタマシン・アレンによって設立された。正式名称は「バプテスト久慈教会」。

## 歴史・概要
1915年 (大正4年)、アメリカ合衆国インディアナ州フランクリンからアレンは来日した。昭和初期、三陸津波によって甚大な被害を受けた三陸沿岸部を慰問し、日本赤十字社の協力を得て保健活動を行った。1938年 (昭和13年) には久慈幼稚園を開設。日中戦争や太平洋戦争の激化する中で1944年に教会を設立するものの、本国に強制送還させられた。1947年の再来日後には岩手県立久慈高等学校で英語教師となり、1952年には、ほまれ学園を設立。幼・小・中の一貫した体制がとられ、1970年にはアレン国際短期大学を設立。初代学長となったものの、現在は廃校となっている。1996年には現在の教会堂が設立された。アレンの教え子である矢幅クニ・武司夫妻や弟・光三らは当教会の牧師となった。

## ホール・鐘
当教会の鐘は1924年にセントルイスで鋳造され、カンザス州の教会で使用されていたが、1999年に久慈・フランクリン両市の友好を記念して送られた。鐘は塔に配置され、ホール内は２階が図書室、1階が教会堂でステンドグラスが見られる。

## 現地情報

### 所在地
岩手県久慈市長内町9-80-2北緯40度10分51.6秒 東経141度45分51.3秒

### 交通アクセス
- 三陸鉄道リアス線久慈駅より徒歩20分
- 八戸久慈自動車道久慈インターチェンジより車8分

### 周辺施設
- アレン記念館
- 久慈琥珀博物館
- 道の駅くじ
- アンバーホール